# Wólka Nadrybska
Wólka Nadrybska – wieś w Polsce położona w województwie lubelskim, w powiecie łęczyńskim, w gminie Cyców.
W latach 1975–1998 miejscowość administracyjnie należała do województwa chełmskiego.
Wieś stanowi sołectwo gminy Cyców. Według Narodowego Spisu Powszechnego z roku 2011 wieś liczyła 98 mieszkańców.

## Części wsi
| SIMC    | Nazwa            | Rodzaj    |
| ------- | ---------------- | --------- |
| 1021139 | Lipki            | część wsi |
| 0102290 | Ostrów Nadrybski | część wsi |

## Historia
Słownik geograficzny Królestwa Polskiego z roku 1885 opisuje dwie wsie: Nadrybie wieś i dobra, i Nadrybską Wolę, wieś powiecie chełmskim, gminie Cyców, parafii Puchaczów, odległe 35 wiorst od Chełma, posiada gorzelnię, wiatrak, cegielnie, poprawną oborę rasy szwajcarskiej i znaczną pasiekę. W dobrach tych są cztery jeziora: Nadrybek, Uściwierz, Ciesacin i Uściwierzyk, mające łącznie 596 mórg obszaru. Największa głębokość wynoszącą 4 do 5 sążni ma jezioro Uściwierz.
Dobra Nadrybie składają się z folwarków Nadrybie i Józefina, wsi: Nadrybie, Majdan, Przymiarki, Ostrów, Zarobna, kolonii Nadrybie, Janowiec i Wólka Nadrybska.
Rozległość dominalna wynosiła 3048 mórg w tym: folwark Nadrybie posiadał grunta orne i ogrody mórg 539, łąk mórg 270, pastwisk mórg 351, lasu mórg 455, wody mórg 478, w wieczystych dzierżawach mórg 473, nieużytki i place mórg 183, co daje razem mórg 2749. Budynków murowanych było 3, z drzewa 35. Płodozmian w uprawach 10. polowy; folwark Józefin gruntów ornych i ogrodów mórg 286, łąk mórg 4, nieużytków i placów mórg 9, razem mórg 299. Budynków z drzewa 5, płodozmian 11. polowy.
O Nadrybiu wspomina Długosz L.B. t.III str. 271 jako Nathryp, wieś w powiecie chełmskim. Za czasów kronikarza wieś ta nad jeziorem tej nazwy stała pustką. Należała do parafii Łęczna. Nadana była klasztorowi sieciechowskiemu przez Jaksę fundatora, wraz z jeziorem.